# Estrilda fumada
L'estrilda fumada (Euschistospiza cinereovinacea) és un ocell de la família dels estríldids (Estrildidae).

## Hàbitat i distribució
Habita zones amb herba alta i arbusts a les muntanyes del centre i sud d'Angola, sud-oest d'Uganda, Burundi, Ruanda i est i sud-est de la República Democràtica del Congo.